# Das Schicksal der Irene Forsyte
Das Schicksal der Irene Forsyte (Originaltitel: That Forsyte Woman) ist ein US-amerikanisches Filmdrama von Compton Bennett aus dem Jahr 1949 mit Errol Flynn, Greer Garson und Walter Pidgeon. Als literarische Vorlage diente der Roman Ein reicher Mann (A Man of Property, 1906) aus der Forsyte-Saga von John Galsworthy.

## Handlung
In einer nebligen Nacht im Jahr 1887 eilt Irene Forsyte in ein Londoner Krankenhaus, um an der Seite von Philip Bosinney zu sein, der von einer Kutsche überfahren wurde. Dieser erliegt kurz darauf seinen Verletzungen, worauf Irene versucht, dessen Verlobte Julia Forsyte zu trösten. Julia gibt jedoch Irene die Schuld an Bosinneys plötzlichem Tod und will Irenes Erklärungsversuche nicht hören. Julias Vater, Jolyon Forsyte Jr., der gleichzeitig der Cousin von Irenes reichem Ehemann Soames Forsyte ist, sieht die Situation in einem anderen Licht und erinnert sich, wie Irene sieben Jahre zuvor seiner versnobten Familie vorgestellt wurde:
Am Abend des 80. Geburtstags von Familienoberhaupt Jolyon Forsyte Sr. verkündet dessen Neffe Soames, dass er beabsichtigt, Irene zu heiraten. Die Forsytes sind jedoch gegen die Verbindung, da Irene als einfache Klavierlehrerin ihren Ansprüchen nicht genügt. Der Einzige, der mit Irene sympathisiert, ist Jolyon Jr., ein Künstler und das schwarze Schaf der Familie, dem es nicht gestattet ist, seine Tochter Julia zu besuchen. Irene erkennt schon bald, dass ihre Beziehung mit Soames zum Scheitern verurteilt ist. Als sie jedoch versucht, die Verlobung zu lösen, weigert sich Soames, Irenes Wunsch nachzukommen, und kauft stattdessen ein großes Haus als neues Heim für sie beide. 
Irene fügt sich ihrem Schicksal als Soames’ Ehefrau, dessen emotionale Kälte sie zunehmend unglücklich macht. In der Zwischenzeit beginnen die Forsytes, sie als vollwertiges Familienmitglied zu akzeptieren. Julia, mit der sich Irene angefreundet hat, lässt sich eines Tages von Irene als Anstandsdame bei einem Rendezvous mit ihrem neuesten Verehrer Philip Bosinney begleiten. Bosinney, ein junger aufstrebender Architekt, fühlt sich sofort zur reiferen Irene hingezogen. Mit der Zeit verliebt sich auch Irene in Bosinney. Soames versucht derweil, seine Ehe zu retten, indem er einen kleinen Landsitz kauft und auf Julias Drängen ausgerechnet Bosinney engagiert, um dort ein passendes Haus zu bauen. 
In der Folgezeit wird Soames stetig ungeduldiger, gar verärgert, angesichts Bosinneys kostspieliger Verzögerungen beim Plan und Bau des Hauses. Noch ahnt er jedoch nichts von der gegenseitigen Zuneigung zwischen seiner Gattin und Bosinney. Obwohl Irene Bosinneys Avancen zurückweist und ihm erklärt, dass sie ihren Ehemann nicht verlassen werde, wird Julia allmählich misstrauisch und ist schließlich überzeugt, dass Bosinney in eine andere Frau verliebt ist. Als Julia Irene anvertraut, dass sie sich das Leben nehmen würde, wenn sich herausstellen sollte, dass Bosinney ihr untreu ist, bittet Irene diesen inständig, Julia nicht zu erzählen, dass er nicht länger in sie verliebt ist. Bosinney verspricht es Irene unter der Bedingung, dass sie ihn zum Abschied in seinem Atelier besucht.
Kurz bevor sich beide dort treffen, betritt Julia das Atelier und findet dort eine Zeichnung von Irenes Gesicht mit einer romantischen Widmung Bosinneys. Am Boden zerstört und verwirrt über ihre Entdeckung, läuft sie davon und lässt Soames kurz darauf einen Brief zukommen, der diesem die Affäre seiner Frau enthüllt. Als Irene von ihrem heimlichen Besuch bei Bosinney nach Hause zurückkehrt, findet sie ihren Mann in großer Rage vor. Beim unvermeidlichen Streit gibt Irene ihre Liebe zu Bosinney zu. Soames gibt ihr daraufhin eine Ohrfeige und schwört, dass er Bosinney ruinieren werde. Anschließend beordert Soames seinen Rivalen in sein Haus, um ihn mit der Aussicht auf eine Klage vor Gericht zu konfrontieren. Bosinney stürmt wütend davon und gerät unter die Räder einer Kutsche, als er hastig die Straße überquert. Nachdem Irene von dem Unfall erfahren hat, eilt sie zu Bosinney ins Krankenhaus.
Jolyon beendet schließlich seine Erinnerungen an die Geschehnisse, die zu Bosinneys tragischem Tod geführt haben. Nachdem Irene Soames endgültig verlassen hat, lädt Jolyon sie zu sich nach Paris ein, um dort zusammen ein neues Leben anzufangen. Jahre vergehen, bis Irene, die nun mit Jolyon glücklich verheiratet ist, Soames wiedersieht, als dieser vergeblich versucht, in der Pariser Galerie von Jolyon ein Porträt seiner ehemaligen Frau zu kaufen. Irene empfindet Mitleid für Soames und lässt das Bild als Geschenk an ihn nach London schicken.

## Hintergrund
Das Schicksal der Irene Forsyte ist die erste Verfilmung von John Galsworthys erfolgreicher Forsyte-Saga, die hauptsächlich auf Ein reicher Mann, dem ersten Teil der Romantrilogie, beruht. MGM hatte die Filmrechte bereits 1937 für 32.188 Dollar erworben. Über mehrere Jahre beabsichtigten verschiedene Produzenten, darunter auch David O. Selznick, den Stoff zu verfilmen. Doch erst 1948 lag MGM ein akzeptables Skript vor, wobei der Titel speziell auf die weibliche Hauptfigur und damit auf Hauptdarstellerin Greer Garson zugeschnitten wurde.
Greer Garson, die für die Titelrolle von Beginn an feststand, trat in dem Film zum sechsten Mal mit ihrem letztlich achtmaligen Leinwandpartner Walter Pidgeon vor die Kamera. Pidgeon hatte als Jolyon Forsyte Jr. zwar nur eine Nebenrolle, da aber diese Rolle am Ende das Herz Garsons gewinnt, sollten so die Erwartungen des Publikums erfüllt werden. Ursprünglich sollte Errol Flynn, der für diese Produktion von Warner Brothers an MGM ausgeliehen wurde, die Rolle des Philip Bosinney übernehmen. Er wollte jedoch unbedingt den arroganten Soames Forsyte spielen, um dem Image des romantischen Helden zu entfliehen, und setzte sich letztlich durch. Robert Young erhielt in der Folge die Rolle des Bosinney. C. Aubrey Smith war eigentlich für die Rolle von Jolyon Forsyte Sr. vorgesehen, aber eine Krankheit, die seinem Tod vorausging, verhinderte seine Mitwirkung in diesem Film. In ebendiese Rolle schlüpfte daraufhin Harry Davenport. Es sollte seine letzte werden. Er starb 1949 im Alter von 83 nach 77 Jahren als aktiver Schauspieler. In einer kleinen Nebenrolle trat auch Garsons Mutter Nina Garson unter dem Künstlernamen Nina Ross als Angehörige des Forsyte-Clans auf.
Vor allem die Presse war gespannt auf das erste Zusammentreffen von MGMs „netter Lady“ und Warners „Bad Boy“. Garson und Flynn verstanden sich während der Dreharbeiten jedoch derart gut, dass sie sich gegenseitig Streiche auf dem Set spielten. In einer Szene versteckte sich Flynn in einem Kleiderschrank, aus dem Garson eine Robe nehmen sollte. Als sie die Schranktür öffnete, sprang Flynn plötzlich heraus und Garson fiel vor Schreck in Ohnmacht. Bei einer anderen Gelegenheit, als beide eine Szene in einer Kutsche spielen sollten, versetzte Garson ihrem Kollegen über eine elektrische Leitung, die sie mit Flynns Sitz verbunden hatte, einen kleinen Schlag.
Das Schicksal der Irene Forsyte wurde am 3. November 1949 in den Vereinigten Staaten uraufgeführt. Die Kritiken waren eher durchwachsen. Die Kinopremiere in Deutschland erfolgte am 24. November 1951. Am 25. Januar 1969 wurde der Film vom ZDF erstmals im deutschen Fernsehen gezeigt. Im Fernsehen der DDR wurde er am 6. Oktober 1985 auf DFF 1 ausgestrahlt.

## Kritiken
Dem Lexikon des internationalen Films zufolge biete Das Schicksal der Irene Forsyte eine „atmosphärisch dichte Schilderung einer dekadenten großbürgerlichen Gesellschaft“. Der Spiegel befand 1951, dass Greer Garsons rotes Haar „eine mühsam dramatisierte Filmversion von John Galsworthys vornehm schleppendem Familienepos“ belebe. Errol Flynn enttäusche als Soames zwar seine Anhänger, doch erweise er sich in einer „schlechte[n] Verliererrolle als guter Schauspieler“.
Variety sprach von „einer aufwändigen und erstklassigen Verfilmung von John Galsworthys Erzählungen der Forsytes“. Bosley Crowther von New York Times meinte, Greer Garson spiele „glamourös“, doch sei das Skript „voll lebloser Rhetorik“ und die Regie von Compton Bennett „absurd“. Walter Pidgeon enttäusche „innerhalb der Besetzung wahrscheinlich am wenigsten, hauptsächlich deshalb, weil er bis kurz vor Schluss kaum etwas zu tun hat“. Errol Flynn wirke „sehr steif und hohepriesterlich“, während Robert Young als Bosinney „einfach nur langweilig“ sei.
Craig Butler vom All Movie Guide wies darauf hin, dass der Film „einen Großteil der Handlung und Charakterisierungen“ habe vereinfachen müssen, „sodass er oftmals etwas zu melodramatisch“ sei. Greer Garson besitze „den Geist und die Klasse, die ihre Rolle erfordert, doch scheint sie sich zumeist fehl am Platz zu fühlen“. Errol Flynn sei „gegen sein Image besetzt“ und mache „einen guten Eindruck“, doch bringe „seine starke Präsenz und Anziehungskraft“ den Film „aus der Balance“. Robert Young und Walter Pidgeon seien wiederum „nicht stark genug, um für den nötigen Ausgleich zu sorgen“. Dennoch hätten alle Darsteller „ihre großen Momente“. Zudem steche „die üppige Produktion“ ins Auge, vor allem „die schönen Kostüme“ von Arlington Valles und Walter Plunkett. Der Filmkritiker Leonard Maltin bezeichnete den Film rückblickend als „eher oberflächliche Adaption“, die zwar „schön anzuschauen“ sei, aber „mitnichten“ an die BBC-Serie The Forsyte Saga herankomme.

## Auszeichnungen
Bei der Oscarverleihung 1951 war der Film in der Kategorie Bestes Kostümdesign/Farbe nominiert. Die beiden Kostümbildner Walter Plunkett und Arlington Valles konnten sich jedoch nicht gegen Edith Head, Dorothy Jeakins, Eloise Jensson, Gile Steele und Gwen Wakeling durchsetzen, die zusammen den Oscar für die Kostüme in Samson und Delilah gewannen.

## Deutsche Fassung
Die deutsche Synchronfassung entstand 1951 im MGM-Synchronisations-Atelier in Berlin. Janet Leighs Rollenname June wurde dabei in Julia geändert.
| Rolle               | Darsteller       | Synchronsprecher      |
| ------------------- | ---------------- | --------------------- |
| Soames Forsyte      | Errol Flynn      | Wolfgang Lukschy      |
| Irene Forsyte       | Greer Garson     | Tilly Lauenstein      |
| Jolyon Forsyte      | Walter Pidgeon   | Siegfried Schürenberg |
| Philip Bosinney     | Robert Young     | Paul Edwin Roth       |
| Julia Forsyte       | Janet Leigh      | Margot Leonard        |
| Jolyon Forsyte Sr.  | Harry Davenport  | Otto Stoeckel         |
| James Forsyte       | Aubrey Mather    | Kurt Vespermann       |
| Roger Forsyte       | Lumsden Hare     | Erich Dunskus         |
| Timothy Forsyte     | Matt Moore       | Walter Altenkirch     |
| Julia Forsyte Small | Phyllis Morris   | Lilli Schoenborn      |
| Mrs. Taylor         | Evelyn Beresford | Agnes Windeck         |